# San Nicola di Bari (Carlo Crivelli)
San Nicola di Bari è un dipinto a tempera e oro su tavola (96x32,5 cm) di Carlo Crivelli, datato al 1472 e conservato nel Cleveland Museum of Art. Faceva parte del Polittico del 1472.

## Storia
Il polittico, probabilmente in origine nella chiesa di San Domenico a Fermo, venne smembrato poco prima del 1834, e disperso sul mercato. San Nicola di Bari era nella collezione del cardinale Fesch a Roma fino al 1840, dopodiché fu venduto all'asta e nel 1845 pervenne nella collezione londinese del reverendo Walter Davenport-Bromley. Nel 1863 era di nuovo in asta presso Christie's e fu acquistato dalla baronessa Kerbreck di Parigi poi, dal 1952, da Hanna Fund, prima di approdare, tramite donazione, al museo pubblico.

## Descrizione e stile
Su uno sfondo dorato elegantemente lavorato come un damasco, san Nicola è rappresentato in abiti vescovili, con il bastone pastorale e un libro, sul quale è poggiato il suo tradizionale attributo delle tre sfere d'oro, che donò ad altrettante povere fanciulle. Il santo, un anziano canuto dalla barba corta, appare pensoso, stretto nel parato riccamente decorato che indossa, da cui sporge la leggera veste in cotone bianco che crea pieghe a cannula regolari fino ai piedi. Semplificato nella volumetria, la sua figura appare così come una solida colonna, dalla quale sporgono le mani espressive e il volto sempre ben caratetrizzato individualmente, anche in rapporto di varietà rispetto agli altri santi dell'altare.